# Cleonico e Stratonico
Cleonico (Lentini, ... – Lentini, ...; fl. III secolo) e 
Stratonico (Lentini, ... – Lentini, ...; fl. III secolo), sono dei santi venerati come martiri dalla Chiesa cattolica..

## Agiografia
Il loro martirio avvenne nel III secolo, quando furono arrestati e sottoposti a terribili torture a causa del rifiuto di abiurare la propria fede. Le fonti non sempre convergono sui dettagli specifici del loro supplizio, ma si ritiene che lo abbiano subito in seguito ad essere stati presenti al martirio dei Santi Alfio, Filadelfo e Cirino, in cui gridarono contro il tiranno accusandolo di crudeltà. Tertullo subito li fece arrestare e fece strappare loro la lingua e la fece buttare in dei pozzi.
In una versione considerata più attendibile, Cleonico e Stratonico, assieme a Talléleo, fuggirono dalle persecuzioni rifugiandosi in una grotta nelle campagne di Tecla, dopo il martirio della compagna di fede Epifana. Talléleo morì però per una febbre. Cleonico e Stratonico, poi, decisero di tornare alla città e di presentarsi volontariamente al governatore per confessare apertamente la loro fede. Alessandro, un altro compagno che fu successivamente conosciuto come vescovo sotto il nome di Neofito, fu fermato prima di poterli raggiungere. Al cospetto di Tertullo, accusarono i cultori degli dei pagani di idolatria e il governatore, furioso, ordinò che i due subissero lo stesso trattamento di Sant’Alfio: venne loro strappata la lingua e, infine, furono gettati in una fossa. I loro corpi furono successivamente ritrovati e sepolti nella Cripta dei Santi dal vescovo Neofito